# Новосёловка (Лебединский район)
Новосёловка (укр. Новоселівка) — село,
Червленовский сельский совет,
Лебединский район,
Сумская область,
Украина.
Код КОАТУУ — 5922989103. Население по переписи 2001 года составляло 49 человек .

## Географическое положение
Село Новосёловка находится в 3 км от левого берега реки Лозовая.
На расстоянии в 1 км расположены сёла Грушевое и Чижово.
По селу протекает пересыхающий ручей с запрудой.